# Serogodski
Serogodski (en rus: Серогодский) és un poble (un possiólok) de l'óblast de Volgograd, a Rússia, segons el cens del 2010 tenia 287 habitants. Pertany al districte municipal de Pal·làssovka.